# Miroslav Škoro
Miroslav Škoro (ur. 29 lipca 1962 w Osijeku) – chorwacki piosenkarz i polityk, parlamentarzysta, kandydat w wyborach prezydenckich.

## Życiorys
Swoją pierwszą gitarę akustyczną nabył w 1983. Początkowo grał w lokalnych zespołach rockowych – Zadnja stanica (od 1979) i OK Band (od 1983). Od 1985 występował z orkiestrą „Slavonski bećari”.
Ukończył studia z zakresu inżynierii budownictwa oraz ekonomii na Uniwersytecie w Osijeku. Pracował jako redaktor muzyczny i dziennikarz, prowadził w chorwackiej telewizji programy muzyczne Država, selo, grad oraz Pjevaj moju pjesmu. W drugiej połowie lat 80. wyjechał do Stanów Zjednoczonych, kształcił się tam w Community College of Allegheny County. W USA poznał Jerry’ego Grcevicha, muzyka folkowego chorwackiego pochodzenia, wirtuoza gry na tanburicy, regionalnym instrumencie związany ze Slawonią. Od tego czasu sam zaczął tworzyć i śpiewać utwory typowo folkowe. Po powrocie do Chorwacji założył zespół muzyków grających na instrumentach ludowych pod nazwą Ravnica. W 1992 wydał swój debiutancki album Ne dirajte mi ravnicu. Pochodząca z niego piosenka o takim samym tytule szybko stała się popularna, przynosząc również rozpoznawalność jej autorowi.
W 1993 piosenkarz nagrał album Miroslav Škoro i Ravnica. Popularność zyskał utwór Mata, odnoszący się do masowych mordów z 1945 dokonanych przez przedstawicieli Jugosłowiańskiej Armii Ludowej na osobach (głównie Chorwatach) oskarżonych o kolaborację. W latach 1995–1997 był konsulem generalnym Chorwacji na Węgrzech. Nie zaprzestał wówczas koncertów, a w 1996 wydał album Sitan vez. 16 i 17 lutego 1998 Škoro wystąpił w hali sportowej w Zagrzebiu, koncert ten został wydany na dwupłytowym albumie Miroslav Škoro, uživo.
W 1997 chorwacki reżyser Goran Rušinović nakręcił film Mondo Bobo, w którym piosenkarza zagrał epizodyczną rolę. Wystąpił w kilkunastu odcinkach komediowego show Večernja škola z 2006. Zagrał później także w pojedynczych odcinkach paru seriali telewizyjnych. W 1998 założył zespół Miroslav Škoro & Band iz Osijeka, z którym nagrywał swoje kolejne płyty, nadal grając na tanburicy, uzupełniając swoją twórczość elementami muzyki pop. W 2001 został dyrektorem Croatia Records, największej wytwórni płytowej w Chorwacji, którą kierował do 2006. W 2001 wydał album Slagalica, a następnie płyty Milo moje (2003) i Svetinja (2005). Skomponował muzykę do filmu Put lubenica z 2006, który wyreżyserował Branko Schmidt.
W 2007 uzyskał mandat posła do Zgromadzenia Chorwackiego z listy Chorwackiej Wspólnoty Demokratycznej, z którego jednak zrezygnował w 2008. W 2012 zrezygnował z członkostwa w partii. W 2017 doktoryzował się na wydziale ekonomicznym Uniwersytetu w Osijeku. W czerwcu 2019 oficjalnie ogłosił swój start w wyborach prezydenckich. Poparcia udzieliły mu głównie różne ugrupowania konserwatywnej prawicy. W pierwszej turze głosowania z grudnia tegoż roku zajął 3. miejsce z wynikiem 24,5% głosów. W lutym 2020 ogłosił powołanie nowego ugrupowania pod nazwą Ruch Ojczyźniany.
W lipcu tego samego roku skupiona wokół jego formacji prawicowa koalicja zajęła trzecie miejsce w wyborach parlamentarnych. Uzyskała 16 mandatów deputowanych, z których jeden przypadł jej liderowi. W 2021 zrezygnował z funkcji przewodniczącego Ruchu Ojczyźnianego, a następnie wystąpił z tego ugrupowania; doszło do tego po tym, jak w formacji doszło do sporu dotyczącego finansów partii.

## Życie prywatne
Jest żonaty, ma dwoje dzieci. Brat polityk Vesny Vučemilović.

## Dyskografia
- 1992: Ne dirajte mi ravnicu
- 1993: Miroslav Škoro i Ravnica
- 1996: Sitan vez
- 1998: Čuvati na srcu
- 1998: Miroslav Škoro, uživo
- 1999: Ptica samica
- 2001: Slagalica
- 2003: Milo moje
- 2005: Svetinja
- 2008: Moje boje
- 2013: Sve najbolje
- 2014: Putujem sam[6][17]